# Anopheles dazhaius
Anopheles dazhaius är en tvåvingeart som beskrevs av Ma 1981. Anopheles dazhaius ingår i släktet Anopheles och familjen stickmyggor. Inga underarter finns listade i Catalogue of Life.